# Maria Isabel Moreu
Maria Isabel Moreu (Catalunya, 1945 - Catalunya, 2002) fou una jugadora de tennis de taula catalana.
Començà la pràctica del tennis de taula amb vint-i-dos anys al Club Tennis Barcino, on hi desenvolupà tota la carrera esportiva. Es proclamà quatre vegades campiona d'Espanya, una en individual (1966), dos en dobles (1965, 1967) i una per equips (1967). També aconseguí tres Lligues espanyoles de forma consecutiva (1971, 1972, 1973) amb el CT Barcino. Internacional amb la selecció espanyola, participà al Campionat d'Europa de 1966